# Liebe, Sommer und Musik
Liebe, Sommer und Musik ist eine deutsch-österreichische Filmkomödie mit Musik aus dem Jahre 1956 von Hubert Marischka. Die Hauptrollen spielen der Bayer Joe Stöckel, der Wiener Heinz Conrads und die deutschen Zwillinge Isa und Jutta Günther.

## Handlung
Der Dorf-Gastwirt Ferdinand Lobmeier möchte unbedingt das Grundstück der Mitbürgerin Resi Rinnertaler käuflich erwerben. Er erhofft sich einen schönen Gewinn aus dem Weiterverkauf, denn dieses Bauland wird demnächst für den Bau eines neuen Autobahnabschnitts benötigt. Resi lässt sich von ihrem Bruder Toni beraten, der sich auch grundsätzlich dazu bereit erklärt, Lobmeier entgegenzukommen. Doch er stellt eine kuriose Bedingung: Die Resi werde erst dann auf seinen Ratschlag hin verkaufen, wenn die von ihm verehrte Sängerin Bettina Bertoni ihren Urlaub vor Ort im Dorf verbringen werde. Da aber Bettina derzeit unabkömmlich lädt man kurzerhand ihre eineiige Zwillingsschwester Netti ein in der Hoffnung, dass niemand den Unterschied erkennt. Die trifft auch schließlich ein, doch nach einigen unbeschwerten Tagen droht der Schwindel aufzufliegen, zumal schließlich auch noch Bettina auftaucht und für ein kräftiges Durcheinander sorgt. Angedickt wird diese dünne Geschichte durch zahlreiche Musikeinlagen.

## Produktionsnotizen
Liebe, Sommer und Musik entstand im Sommer 1956 im Salzburger Land und wurde am 11. Oktober 1956 in Deutschland uraufgeführt. Die österreichische Premiere fand am 16. November 1956 statt.
Produzent Eduard Hoesch übernahm auch die Produktionsleitung. Willi Schatz entwarf die Filmbauten. Herbert Janeczka sorgte für den Ton. Ernst Hofbauer war Regieassistent.

## Kritik
Im Filmdienst heißt es: „Im belanglosen Heimatfilmstil inszenierte Verwechslungskomödie, die ihren Hintergrund als Fremdenverkehrswerbung für das Salzburger Land nutzt.“